# Гюндюз, Ака
Ака Гюндюз (настоящее имя — Энис Авни) (тур. Aka Gündüz) (1885, Салоники, Османская империя — 7 ноября 1958, Анкара, Турция) — известный турецкий писатель

-реалист, драматург, журналист.

## Биография
Родился в семье военного.
В молодости активно участвовал в деятельности партии Единение и прогресс, примкнул к политическому движению младотурок. В 1908 участвовал в революции в Османской империи.
В начале Первой мировой войны, за активную политическую деятельность, был сослан в Анатолию.
В 1932—1946 — избирался депутатом Великого национального собрания.

## Творчество
Автор романов, рассказов, пьес и публицистических статей. Большое место в его творчестве занимает изображение турецкого крестьянина с характерной идеализацией быта и нравов. В более поздних книгах нашла отражение тема национально-освободительной борьбы турецкого народа, социально-этических проблем, положения женщины в турецком обществе, воспитания молодежи.
Одним из первых в турецкой литературе обратился к теме провинции, турецкой деревни в период войн и изображению жизни Анатолии с позиций передового художника, стремился к конкретности, лаконичности, стилистической выразительности, пластичности характеров.
Творчество писателя сыграло значительную роль в демократизации турецкого литературного языка.
По романам А. Гюндюза снято несколько кинофильмов.

## Избранная библиография
- романы:
  - Звезда Дикмена (1928),
  - Неизвестный солдат (1930),
  - Дочери этой земли (1935),
  - Мачеха (1933).
- пьеса Голубая молния (1933)

## Киносценарии
- Allah kerim (1950)
- Iki süngü arasında (1952)
- Bir soförün gizli defteri (1958)
- Üç kizin hikayesi (1959)
- Dikmen yıldızı (1962)
- Bir söförün gizli defteri (1967)
- Üvey ana (1967)